# Вандом (округ)
Вандом (фр. Vendôme) — округ (фр. Arrondissement) во Франции, один из округов в регионе Центр (регион Франции). Департамент округа — Луар и Шер. Супрефектура — Вандом.
Население округа на 2006 год составляло 69 690 человек. Плотность населения составляет 41 чел./км². Площадь округа составляет всего 1719 км².